# Liban aux Jeux olympiques d'été de 1996
Le Liban participe aux Jeux olympiques d'été de 1996 à Atlanta.

## Athlètes engagés
Le Liban est représenté par une seule athlète concourant en tennis de table.